# Museo d'arte moderna Lille Métropole
Il Museo d'arte moderna Lille Métropole  (LaM, ex Museo d'Arte Moderna di Villeneuve-d'Ascq) è un museo posizionato nel cuore del parco urbano di Villeneuve-d'Ascq. Creato nel 1983, è circondato da un parco in cui sono esposte diverse sculture tra cui alcune di Picasso e Alexander Calder. L'edificio è stato progettato dall'architetto Roland Simounet.

## Opere presenti

### Nel parco
- Between Fiction and Fact de Richard Deacon, tôles d'acier peint (1992)
- Femme aux bras écartés de Pablo Picasso, (1962)
- Guigliottina per otto d'Alexander Calder, stabile en acier inoxydable, 7*7*4,67m (1962)
- La Croce del sud d'Alexander Calder, mobile (1970)
- Le Chant des Voyelles de Jacques Lipchitz, (1931-1932)
- Synclinal de Jean-Gabriel Coignet, (1990)
- The Boxing Ones de Barry Flanagan, (1985)

### Nel museo
- 17 épices de Paul Klee, huile sur soie (1931)
- Bouteille et verre de Henri Laurens, pierre polychromée (1919)
- Composition de Vassili Kandinsky, gouache sur papier (1928)
- Composition sur fond gris de Nicolas de Staël, huile sur toile (1943)
- Femme au bouquet de Fernand Léger, (1924)
- Femme lippue de Kees Van Dongen, huile sur toile (1909)
- Homme nu assis de Pablo Picasso, (1908-1909)
- Intérieur d'atelier d'Arthur Van Hecke, huile sur toile (1954)
- La Joueuse de mandoline de Georges Braque, (1917)
- La Lapidation de Bernard Buffet, huile sur toile (1948)
- Le Bock de Pablo Picasso, huile sur toile (1909)
- Le Mécanicien de Fernand Léger, (1918)
- Le Parc des Carrières Saint-Denis de André Derain, huile sur toile (1909)
- Les Usines de Rio Tinto à l'Estaque de Georges Braque, huile sur toile (1910)
- Nature morte espagnole: Sol y Sombra de Pablo Picasso, (1912)
- Nu assis à la chemise de Amedeo Modigliani, (1917)
- Maternité d'Amedeo Modigliani, (1919)
- Maisons et arbre de Georges Braque, (1907-1908)
- Moïse Kisling d'Amedeo Modigliani, (1916)
- Paysage de Fernand Léger, (1914)
- Peinture de Joan Miró, (1933)
- Peinture de Joan Miró, huile sur toile (1927)
- Personnage debout d'Eugène Dodeigne, legno (1948)
- Petit garçon roux d'Amedeo Modigliani, (1919)
- Portrait de Roger Dutilleul d'Arthur Van Hecke, olio su tela (1954)
- Rue de Saint-Louis-en-l'Isle de Maurice Utrillo, olio su tela (1918)
- Silhouettes de femmes de Eugène Leroy, huile sur toile (vers 1950)
- Soldat fumant de Roger de la Fresnaye, aquarelle sur papier (1919)
- Tête de femme d'Amedeo Modigliani, marbre blanc (vers 1913)
- Perfect vehicules d'Allan McCollum (1988)
- Anonyme (dit "les Barbus Müller"), pierre volcanique
- L'Astronome de Guillaume Pujolle, gouache, aquarelle, crayon de couleur, encre et produits pharmaceutiques sur papier (1946)
- Composition décorative d'Augustin Lesage, olio su tela (1936)
- L'Esprit de la pyramide d'Augustin Lesage, olio su tela (1926)
- Les Mystères de l'Antique Égypte d'Augustin Lesage, olio su tela (1930)
- Sans titre de Madge Gill, encre sur papier cartonné (1954)
- Tableau merveilleux n° 35 de Fleury Joseph Crépin, olio su tela (1948)
- Tableau n° 282 de Fleury Joseph Crépin, olio su tela (1945)